# سيغوفيل
سيغوفيل (بالإنجليزية: Seagoville, Texas)‏ هي مدينة تقع في مقاطعة دالاس, مقاطعة كوفمان بولاية تكساس في شمال شرق الولايات المتحدة. تبلغ مساحة هذه المدينة 49.2 (كم²)، وترتفع عن سطح البحر 134 م، بلغ عدد سكانها 14835 نسمة في عام 2010 حسب إحصاء مكتب تعداد الولايات المتحدة .

## أعلام
- أنطونيو ويلسون

## وصلات خارجية
- seagoville.us
- The US50 - Cities and Towns in Texas State